# Montouenheqaou
Montouenheqaou, est un fils de Ramsès II.

## Biographie
Montouenheqaou figure au 28e rang des fils de Ramsès II. À l'instar de nombre de ses frères, il eut un destin effacé.